# جیبیک‌لی بالا
جیبیک‌لی بالا (ترکی آذربایجانی: Yuxarı Cibikli) یک منطقهٔ مسکونی در جمهوری آرتساخ است که در استان کاشاتاق واقع شده‌است.